# Orazione nell'orto (El Greco Londra)
L'Orazione nell'orto è un dipinto a olio su tela (102 x 131) del El Greco, eseguito nel 1590 durante il suo secondo mandato toledano e si conserva nel National Gallery di Londra.

## Analisi
La passione di Cristo è uno dei temi più speciali per El Greco. Qui egli espone scena profondamente spirituale in cui Gesù è caduto in una forte estasi e alza gli occhi al cielo. A sinistra di lui c'è un angelo con in mano un calice. Nella nube pare che i tre  apostoli Pietro, Giovanni e Giacomo il Maggiore dormono, mentre che al fondo si distingue Giuda Iscariota guidando le truppe che prenderanno il Messia.
Il paesaggio è particolarmente arido e privo di vegetazione. La principale fonte di luce proviene dall'angelo, che trasforma sfumature bianche sulla  tunica di Cristo.
È un'opera che rappresenta i migliori pezzi del manierismo, in particolare  di Tiziano, Tintoretto e Bassano. El Greco,  nonostante le forti influenze citate, usa una composizione di stile personale.